# Sonatane Tu'a Taumoepeau-Tupou
Sonatane Tu'akinamolahi Taumopeau Tupou, Lord Taumoepeau-Tupou de Toula y Kotu (Nukualofa, 14 de marzo de 1943 - Íb. 13 de agosto de 2013) fue un diplomático tongano. Se desempeñó como Ministro de Asuntos Exteriores de Tonga desde el 24 de agosto de 2004, aunque su nombramiento no se anunció hasta el 2 de septiembre de 2004. También ocupó el cargo de Ministro de Defensa desde abril de 2005 hasta su muerte.
Taumoepeau-Tupou fue Ministro de Asuntos Exteriores de Tonga, sucediendo al príncipe Tupoutoʻa Lavaka (luego rey Jorge Tupou V), y más recientemente el príncipe ʻAhoʻeitu ʻUnuakiʻotonga Tukuʻaho (en ese momento: Lavaka Ata ʻUlukālala). Taumoepeau-Tupou fue un diplomático de carrera. Fue el primer embajador de Tonga ante las Naciones Unidas, tras que el país se uniera en 1999.  Durante su permanencia en las Naciones Unidas también fue acreditado como Embajador de Tonga en los Estados Unidos y Alto Comisionado en Canadá. 
El 1 de mayo de 2009, renunció a su cargo como ministro de gabinete, para ocupar más cargos diplomáticos.

## Primeros años
Taumoepeau-Tupou nació en Nukualofa, como hijo de Samiuela Maafu Tupou y Lu'isa Ma'ume'afo'ou Taumoepeau. Fue criado por Tevita Fa'ahivalu Taumoepeau y 'Ainise Kilinalivoni Tongilava. Asistió a la escuela primaria en su ciudad natal y Neiafu, continuó su educación secundaria en el Newington College, Sídney.  Más tarde recibió el Bachiller universitario en ciencias. Es Licenciado en Ciencias Políticas por la Universidad de Hawái. 
Se casó con 'Amelia Latuniua Ahome'e, la hija más joven del noble 'Ahome'e y Heu'ifanga Veikune. Tuvieron cuatro hijos y una de sus hijas, la princesa Marcella Kalaniuvalu-Fotofili (conocida anteriormente como Lady Kalaniuvalu-Fotofili) se casó con el hijo de la princesa Mele Siuʻilikutapu (primogénita del príncipe Sione Ngū Manumataongo y Melenaite Tupoumoheofo Veikune) y Kalaniuvalu-Fotofili.

## Carrera
Se unió al Servicio Civil de Tonga en 1969 como Subsecretario en la Oficina del Primer Ministro.  Fue comisionado como primer teniente en los Servicios de Defensa de Tonga en 1971 y fue asignado a la Alta Comisión de Tonga en Londres, como primer secretario en 1973.  En 1977, volvió a unirse a la Oficina del Primer Ministro como Subsecretario y fue adscrito a la Oficina del Palacio, donde fue ascendido a Subsecretario en 1978 y también fue nombrado Secretario de la Junta de Defensa de Tonga. 
Fue ascendido a Secretario de Asuntos Exteriores en 1979 y en 1983 fue nombrado Alto Comisionado de Tonga en el Reino Unido y, al mismo tiempo, designado como Embajador en la entonces Comunidad Europea y la Comisión Europea, así como en Bélgica , Dinamarca, Francia, Alemania, Italia, Luxemburgo, los Países Bajos, la entonces Unión Soviética y los Estados Unidos de América. 
En 1986 regresó al Ministerio de Asuntos Exteriores como Secretario de Relaciones Exteriores. En 1999, fue nombrado Embajador Extraordinario y Plenipotenciario y representante Permanente de Tonga ante las Naciones Unidas y se lo nombró al mismo tiempo Embajador Extraordinario y Extraordinario y Plenipotenciario de Tonga en los Estados Unidos y Alto Comisionado de Tonga en el Canadá antes de ser llamado para ocupar sus cargos ministeriales. 
Desde su nombramiento como Ministro de Asuntos Exteriores, Taumoepeau-Tupou también fue designado como Ministro interino de Defensa de Tonga el 22 de abril de 2005 tras la repentina muerte del Coronel Fetu'utolu Tupou.  También fue nombrado gobernador interino de Vava'u tras la muerte del Excmo.  'Akau'ola. 
En junio de 2009, Taumoepeau-Tupou se convirtió en Representante Permanente de Tonga ante las Naciones Unidas, una posición que cuenta con acreditación simultánea como Embajador de Tonga en los Estados Unidos , Chile, Cuba, México y Venezuela, y Alto Comisionado de Tonga en Canadá.  Presentó sus credenciales como embajador en los Estados Unidos el 22 de febrero de 2010.  Presentó sus credenciales como Alto Comisionado en Canadá el 19 de mayo de 2010.
El 28 de marzo de 2011, el rey Jorge Tupou V creó un compañero de vida tongano con el noble título de Lord Taumoepeau-Tupou de Toula y Kotu.

## Controversia
En abril de 2010, una investigación de 3 años de la Comisión Real de la Tierra encabezada por Lord Fielakepa como presidente investigó el tráfico de tierras corruptas e implicó que Taumoepeau-Tupou había actuado de manera poco ética en su papel de gobernador interino de Vava'u.  El informe final de la comisión de tierras declaró "que el Gobernador interino Tu'a Taumoepeau tiene muchas explicaciones para dar" y recomendó que el Gobierno investigue los antecedentes de la inscripción y la participación del Gobernador interino Tu'a Taumoepeau en este trato.